# Nanos neoelectrinus
Nanos neoelectrinus är en skalbaggsart som beskrevs av Olivier Montreuil och Viljanen 2007. Nanos neoelectrinus ingår i släktet Nanos och familjen bladhorningar. Inga underarter finns listade i Catalogue of Life.